# Émilien Clère
Émilien Clère (* 4. Juni 1982 in Chaumont) ist ein französischer Radrennfahrer.

## Sportliche Laufbahn
Émilien Clère entstammt einer Radsport-Familie, sein Vater war Radrennfahrer, und sein Onkel war Régis Clère, der 1982 französischer Meister im Straßenrennen wurde.
Clère bestreitet hauptsächlich Rennen in Frankreich und errang mehrfach lokale Meisterschaften: So wurde er 2013 Meister von Champagne-Ardenne und 2014 der Region-Centre. 2014, 2016 und 2017 wurde Clère hinter dem Schrittmacher François Toscano französischer Meister im Steherrennen. 2018 verpasste er den Titel, weil er – an der Spitze liegend – stürzte, und er belegte Platz drei. 2022 errang er seinen vierten Titel als französischer Stehermeister.

## Erfolge
2014
- Französischer Meister – Steherrennen (hinter François Toscano)

2016
- Französischer Meister – Steherrennen (hinter François Toscano)

2017
- Französischer Meister – Steherrennen (hinter François Toscano)

2022
- Französischer Meister – Steherrennen (hinter Antoine Breton)[2]